# Milli Vanilli
Milli Vanilli a fost o formație muzicală, activă între anii 1988 și 1998. I-a avut ca membri pe Fab Morvan și Rob Pilatus.
Formația Milli Vanilli a avut o existență învăluită în controverse. De fapt, Frank Farian a înființat Milli Vanilli, alături de soliștii Charles Shaw, John Davis, Brad Howell și Linda Rocco. Deși erau foarte talentați, nu aveau o imagine scenică suficient de convingătoare. De aceea, pentru a asigura succesul comercial al proiectului, Frank Farian i-a angajat pe Fabrice Morvan și Robert Pilatus, doi tineri manechini și animatori pe care i-a descoperit într-un club din Berlin. Adevărații interpreți cântau în culise iar cei doi manechini dansau și făceau playback pe scenă, în fața publicului. Drept urmare, când s-au aflat aceste amănunte, le-a fost retras Premiul Grammy primit în 1990, iar Fab și Rob s-au despărțit.

## Piese de succes
- Girl You Know It's True (1988)
- Baby Don't Forget My Number (1988)
- Girl, I'm Gonna Miss You (1989)
- Blame It On The Rain (1989)
- All Or Nothing (1990)